# 木村鐙子

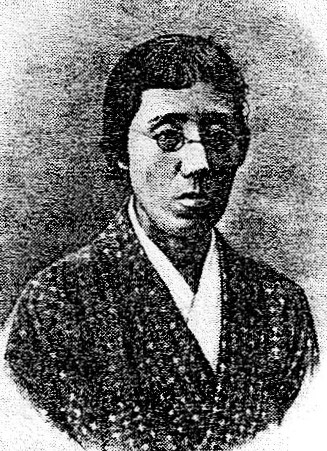
明治女学校取締であった木村鐙子

木村 鐙子（きむら とうこ、1848年7月26日（嘉永元年6月26日） - 1886年（明治19年）8月18日）は、木村熊二の妻で、日本の伝道者、教育者でもある。木村とう子とも表記される。儒学者佐藤一斎の曾孫で、田口卯吉の異父姉。

## 略歴
佐藤一斎の長男・慎左衛門と田口可都の娘・町子（まち）とその婿・田口耕三（旧姓井上）の娘として生まれる。曽祖父の儒学者佐藤一斎により「鐙」と名づけられた。父の耕三が早世したため、母が再婚し、弟の田口卯吉が生まれる。
1865年に曽祖父・一斎の弟子である木村熊二と結婚したが、歩兵局勤務の熊二は天狗党の乱や征長の役などで忙しく、鐙子は実家で暮らした。熊二帰京後、下谷で同居を始め、長男・祐吉（1867-1899）を儲けるも、国事に忙しい熊二は鐙子らを根岸村の農家に寄宿させ、自身は静岡に単身赴任、鐙子は裁縫や売り食いで糊口を凌いだ。
1870年に熊二が米国へ留学し、1882年に帰朝するまでの13年間、貧困の中、息子を育てながら異母弟・田口卯吉の経済雑誌社の仕事を支えた。キリスト教徒となって帰国した夫に従って、1882年（明治15年）下谷教会でグイド・フルベッキ宣教師より洗礼を受ける。
1885年（明治18年）9月30日の明治女学校の開校に伴い、取締役に就任し、婦人運動や禁酒運動に関わったが、翌年コレラで急逝する。谷中天王寺墓地に埋葬された。

## 死後
植村正久は木村鐙子に死去の際に「木村とう子のひつぎを送る歌」として讃美歌を作る。1888年（明治21年）の『新撰讃美歌』に発表され、明治版、昭和6年版、昭和29年版(479番:『去りにしひとを』)の讃美歌に続いて採用された。